# Mariä Himmelfahrt (Oberköst)

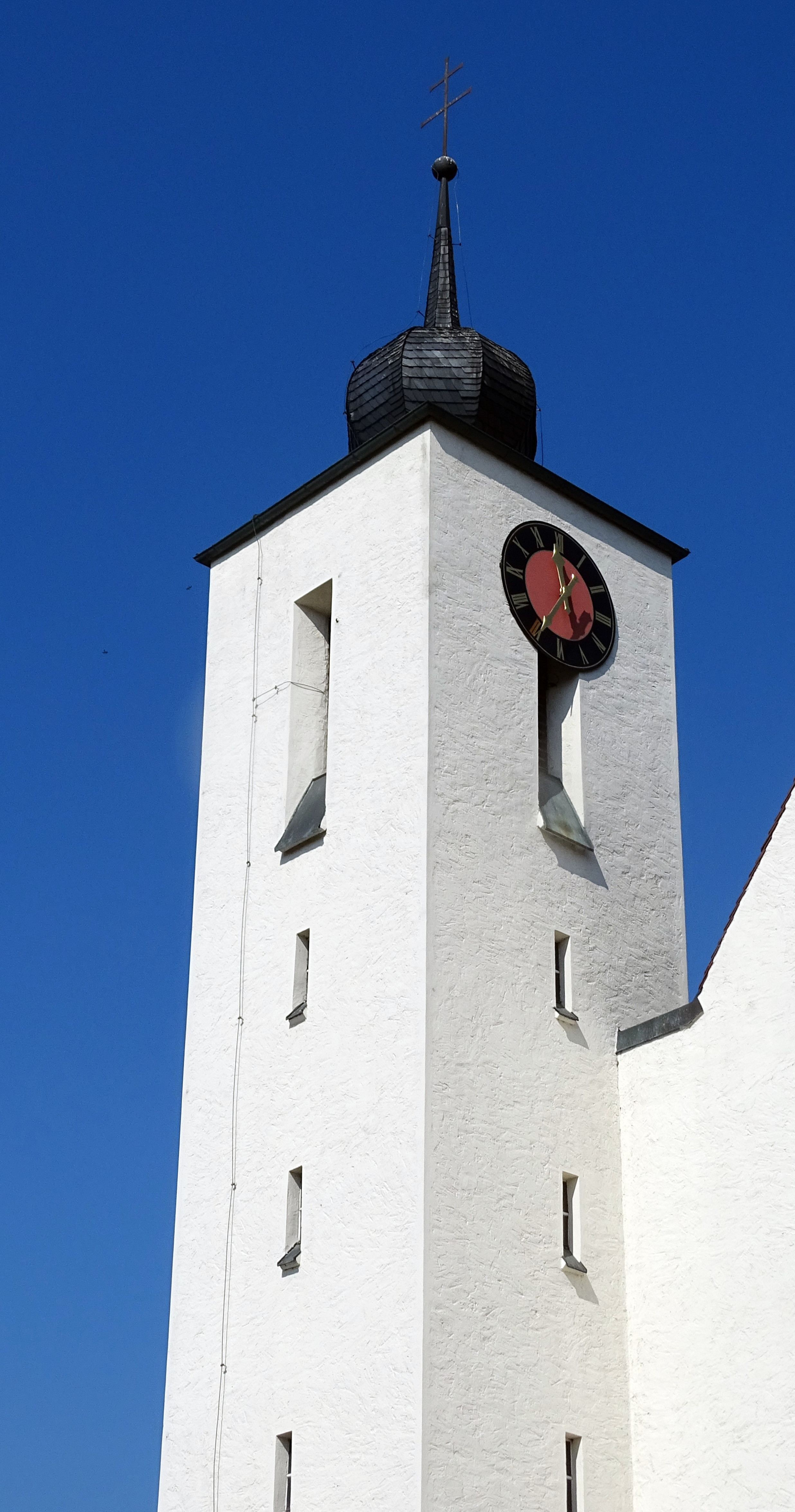
Mariä Himmelfahrt (Oberköst)

Die römisch-katholische Kuratiekirche Mariä Himmelfahrt steht in Oberköst, einem Gemeindeteil des Marktes Burgebrach im oberfränkischen Landkreis Bamberg in Bayern. Das neuzeitliche, denkmalgeschützte Bauwerk entstand 1931. Die Kuratie gehört zum Seelsorgebereich Steigerwald im Dekanat Bamberg des Erzbistums Bamberg.

## Beschreibung
Die verputzte, expressionistische Saalkirche wurde 1931 anstelle einer 1468 errichteten Kapelle, die nicht mehr ausreichte, nach einem Entwurf von Wilhelm Sachs erbaut. Sie besteht aus einem Langhaus mit fünf Fensterachsen, das mit einem Satteldach bedeckt ist, einem eingezogenen, halbrund geschlossenen Chor im Norden und dem mit einer schiefergedeckten Zwiebelhaube versehenen Kirchturm auf quadratischem Grundriss an der Südwestecke des Langhauses. Die drei 1937 gegossenen Kirchenglocken aus Bronze haben den Zweiten Weltkrieg unbeschadet überstanden. Das rundbogige Portal, das über eine Freitreppe erreicht wird, befindet sich im Süden des Langhauses. In einer Nische über dem Portal steht eine Statue der Maria mit Kind. Der mit Emporen ausgestattete Innenraum des Langhauses ist mit einer Holzbalkendecke überspannt, die seitlich auf Konsolen liegt. Zur Kirchenausstattung gehört ein neobarocker Hochaltar, dessen Altarretabel die Himmelfahrt Mariens zeigt. Der linke Seitenaltar, d. h. der Altar auf der Männerseite, zeigt den heiligen Georg, der rechte, d. h. der Frauenaltar, die heilige Katharina. Die Kanzel und das Taufbecken wurden aus der alten Kapelle übernommen. Die Orgel mit 8 Registern und einem Manual wurde 1932 von Eusebius Dietmann gebaut.